# مارتن سيكلونا
مارتن سيكلونا (بالإنجليزية: Martin Scicluna)‏ هو لاعب كرة قدم ومدرب كرة قدم مالطي في مركز الدفاع، ولد في 28 نوفمبر 1960 في مالطا. شارك مع منتخب مالطا لكرة القدم. أما مع النوادي، فقد لعب مع نادي فاليتا ونادي هيبرنيانز.

## وصلات خارجية
- مارتن سيكلونا على موقع قاعدة بيانات كرة القدم.إي يو (الإنجليزية)
- مارتن سيكلونا على موقع ناشيونال فوتبول تيمز (الإنجليزية)
- مارتن سيكلونا على موقع عالم كرة القدم.نت (الإنجليزية)